# Grzechotnik pustynny
Grzechotnik pustynny (Crotalus scutulatus) – gatunek jadowitego węża z podrodziny grzechotnikowatych (Crotalinae) w rodzinie żmijowatych (Viperidae).
Występuje w Ameryce Północnej – od południowo-zachodnich i południowych Stanów Zjednoczonych po środkowy Meksyk.
Obecnie wyróżnia się 2 podgatunki:
- Crotalus scutulatus salvini Günther, 1895 – Meksyk
- Crotalus scutulatus scutulatus (Kennicott, 1861) – USA, północny Meksyk (stan Chihuahua)

Żywi się drobnymi kręgowcami.